# Tolono
Tolono est un village du comté de Champaign dans l'Illinois, aux États-Unis,. Il est incorporé le 11 juillet 1894.

## Démographie
Lors du recensement de 2010, le village comptait une population de 3 447 habitants. Elle est estimée, en 2016, à 3 438 habitants.

## Personnalités de Tolono
- Brian Cardinal, basketteur.
- George Washington Burr (en), général.
- Mark Roberts (en), producteur télé.
- Rocky Ryan (en), football américain.

## Source de la traduction
- (en) Cet article est partiellement ou en totalité issu de l’article de Wikipédia en anglais intitulé « Tolono, Illinois » (voir la liste des auteurs).